# Битка код Мунде
Битка код Мунде представља последњу битку Цезаровога грађанскога рата, а одиграла се 17. марта 45. п. н. е. између војске под заповедништвом Гаја Јулија Цезара и републиканске војске под заповедништвом Гнеја Помпеја Млађега. Цезар се након победе у тој бици и погибије Тита Лабијена и Помпеја Млађега вратио у Рим, где је узео титулу диктатора.

## Позадина

### Помпеји преузимају Даљњу Хиспанију
Гнеј Помпеј Велики је предводио републиканце све до битке код Фарсала 48. п. н. е. и неко време након ње. Републинска војска се након тога преселила у северну Африку све до пораза у бици код Тапса 46. п. н. е. После тога током 45. п. н. е. преселили су се у Хиспанију. У Хиспанији су се побуниле две легије Цезарове војске, у чијем саставу су били бивши Помпејеви ветерани. Те две легије су прешле на страну Гнеја Помпеја Млађега, а брзо након тога придружили су им се остаци Помпејеве војске у Хиспанији. Тим снагама командовали су Помпејеви синови Гнеј Помпеј Млађи, Секст Помпеј и талентовани војсковођа Тит Лабијен. Користећи се средствима провинције они су успели да окупе војску од три легије. Уз помоћ те војске преузели су контролу над Даљњом Хиспанијом са главним градом у Кордуби (Кордоба). Цезарове војсковође Квинт Педије и Квинт Фабије Максим се нису усуђивали да се суоче са Помпејевом војском. Остали су у Окулбу, око 56 километара источно од Кордубе и тражили су од Цезара да им пошаље помоћ.

### Цезар успешно ратује против Помпеја Млађега
Цезар је био принуђен да крене из Рима у Хиспанију да се обрачуна са браћом Помпеја. У Хиспанију је стигао за 27 дана. У Хиопанију је поред две поуздане легије ~ X и V легије повео и две нове легије - III и VI легија. Ипак углавном је морао да се ослања на снаге, које би регрутовао у Хиспанији. Цезар је након једномесечнога путовања стигао у Обулко децембра 46. п. н. е.. Помпеј Млађи је до Цезаровога доласка успео да заузме целу провинцију сем добро утврђенога упоришта Улпије. Помпеј Млађи је неколико месеци неуспешно опседао Улпију. Цезар је по доласку успео да најпре убаци додатну војску у Улпију, а онда претећи нападом на Кордубу натера Помпеја Млађега да дигне опсаду Улпије. Цезар међутим није успевао да заузме Кордубу, коју је бранио Секст Помпеј. По савету Тита Лабијена Помпеј Млађи је избегавао отворену битку са Цезаром. Цезар је након краће опсаде успео 19. фебруара 46. п. н. е. да заузме утврђени град Атегу. Био је то значајан ударац престижу Помпејеве војске, па је након тога пораза део војске почео да прелази на страну Цезара. Цезар је победио и у окршају крај Сорикарије 7. марта 45. п. н. е.. Тада су многи Римљани почели да напуштају Помпејеву војску, па је Гнеј Помпеј Млађи због тога био присиљен да одустане од тактике избегавања одлучне битке.

### Распоред снага пред битку
Две војске сусреле су се у равници Мунде у јужној Шпанији. Цезар је своју војску 17. марта 45. п. н. е. развио у бојни поредак. Очекивао је да ће Помпејева војска сићи на раван терен, али Помпеј Млађи је своју војску задржао на обронцима брда. Помпеј Млађи је располагао са 13 легија, 6.000 коњаника и 6.000 лаких пешака. Основано се намеће питање је да ли је свих 13 Помпејевих легија било у пуном броју, узвевши у обзир раније губитке и потребе да се део војске одвоји за гарнизоне. Цезар је располагао са 80 кохорти ~ 8 легија и 8.000 коњаника. У саставу Цезарове војске била је маварска коњица краља Богуда. Обе војске су коњицу распоредиле на оба крила. Цезар је командовао десним крилом, где је по обичају распоредио елитну и најпоузданију X легију. На лево крило распоредио је доста поуздану и искусну III и V легију. Тит Лабијен је командовао Помпејевим десним крилом.

## Битка
Цезар је први наредио да његова војска крене у напад, иако је терен више одговарао непријатељској страни. Неко време ниједна страна није имала изразиту предност. У једном тренутку Цезарова војска је почела да попушта и претило је да му се цела борбена линија распадне. Цезар је тада истрчао и јуришао до на свега неколико метара од противника излажући се опасности, само да би охрабрио војску и преокренуо битку. По свему судећи Цезар и Помпеј Млађи сјахали и борили се у првим редовима излажући се опасности, али уједно представљајући пример за своју војску. То указује колико је очајна била битка код Мунде за оба команданта. Целога дана битка се водила променљивом срећом, а до преокрета је дошло тек увече. Цезарова X легија је на десном крилу прва извршила продор, па је Тит Лабијен са свога деснога крила послао појачање свом угроженом левом крилу. Међутим појачање није могло лако да дође и успостави поредак. Маварска коњица са левога крила искористила је прилику, па је отпозади напала Помпејев логор. Тит Лабијен је онда послао војску да спаси логор, али пребацивање његових снага остала војска је криво протумачила као бег са бојишта, па је то обесхрабрило Помпејеву војску и изазвало бег.

## Ситуација након битке и полседице
Помпејева војска је бежала у нереду. Велики део војске је погинуо током бега до Мунде. Погинуло је наводно 30000 Помпејевих војника, али изгледа да се ради о претераним бројевима. Гнеј Помпејеве војсковође Тит Лабијен и Публије Ације Вар су погинули у бици. Цезарова војска је изгубила око 1000 војника.
Цезар је Квинта Фабија Максима оставио да опседа Мунду. После великога пораза многи Помпејеви војници су побегли у Кордубу, али Цезар је за дан освојио град. Помпеј Млађи је побегао са 150 коњаника у Картају. Међутим након некога времена тражио је уточиште на копну, али ухваћен је и погубљен. Једино је Секст Помпеј успео да побегне. Битком код Мунде окончао се Цезаров грађански рат.